# معادن شاه سلیمان (فیلم ۱۹۳۷)
معادن شاه سلیمان (انگلیسی: King Solomon's Mines) فیلمی در ژانر فانتزی و ماجراجویی به کارگردانی رابرت استیونسون است که در سال ۱۹۳۷ منتشر شد. از بازیگران آن می‌توان به سدریک هاردویک و رولاند یانگ اشاره کرد.